# Lepidodactylus euaensis
Lepidodactylus euaensis là một loài thằn lằn trong họ Gekkonidae. Loài này được Gibbons & Brown mô tả khoa học đầu tiên năm 1988.